# Maple Lake (Minnesota)
Maple Lake es una ciudad situada en el condado de Wright, Minnesota, Estados Unidos. Tiene una población estimada, a mediados de 2023, de 2209 habitantes.

## Geografía
La localidad está ubicada en las coordenadas 45°13′57″N 94°00′34″O / 45.23250, -94.00944 (45.232626, -94.009546). Según la Oficina del Censo, tiene una superficie total de 5.78 km², de los cuales 5.72 km² corresponden a tierra firme y 0.06 km² están cubiertos de agua.

## Demografía
Según el censo de 2020, en ese momento había 2159 personas residiendo en la localidad. La densidad de población era de 377.45 hab./km². El 94.35% de los habitantes eran blancos, el 0.51% eran afroamericanos, el 0.05% era amerindio, el 0.37% eran asiáticos, el 0.60% eran de otras razas y el 4.12% eran de una mezcla de razas. Del total de la población, el 2.13% eran hispanos o latinos de cualquier raza.